# Beşiktaş JK (basketbal)
Beşiktaş Basketbol is de professionele basketbalbranche van sportvereniging Beşiktaş JK uit Istanboel. Zowel het herenteam als het damesteam spelen de thuiswedstrijden in de BJK Akatlar Arena. Deze zaal heeft tijdens sportevenementen een capaciteit van 3.200 toeschouwers.
Het herenbasketbalteam van Beşiktaş werd opgericht in 1933 en het damesbasketbalteam in 1967. Het herenteam, dat twee keer (in 1975) en (in 2012) landskampioen is geworden. Hoewel dat het herenteam in 2012 een perfect seizoen heeft gehad door alle mogelijke bekers te winnen onder leiding van Ergin Ataman.

## Prestaties
- 1975 – Kampioen Türkiye Basketbol Ligi
- 1987 – Finalist Presidentsbeker
- 1999 – Kwartfinale Koraċ Cup
- 2004 – Halve finale Türkiye Basketbol Ligi
- 2005 – Kwartfinale EuroLeague
- 2005 – Finale Türkiye Basketbol Ligi
- 2012 – Winnaar Turkish Cup Basketbal
- 2012 – Winnaar EuroChallenge
- 2012 – Kampioen Türkiye Basketbol Ligi
- 2012 – Presidentsbeker